# Edward Hallett Carr
Pour les articles homonymes, voir Hallett et Carr.
Edward Hallett Carr, né à Londres le 28 juin 1892, mort le 5 novembre 1982, est un historien, journaliste et théoricien des relations internationales anglais, considéré comme un réaliste classique. Il est connu surtout pour son ouvrage sur l'entre-deux-guerres : The Twenty Years’ Crisis: 1919-1939.

## Biographie
Carr est diplomate au Foreign Office britannique de 1916 à 1936. Cela lui permet d’assister à la Conférence de la paix à Versailles en 1919 en tant que membre de la délégation anglaise. De 1925 à 1929, il occupe un poste de diplomate dans les pays baltes et, en 1933, atteint le poste de premier secrétaire du service diplomatique. Il devient ensuite professeur en relations internationales à Aberystwyth de 1936 à 1947 et historien à l'université de Birmingham. Il publie de nombreux articles et comptes rendus d’ouvrages dans le Times Literary Supplement, en particulier sur l’Union soviétique.
La carrière de Carr pâtit beaucoup du fait de son refus d’adhérer, dans l’après-guerre, au consensus sur la guerre froide. Considéré comme pro-soviétique dans les cercles officiels, il n’est élu en 1947 ni à la direction de la School of Slavonic and East European Studies de Londres ni à la chaire d’histoire russe de la faculté, alors que tout semblait l’indiquer. 
Il a beaucoup de peine à retrouver un poste permanent de professeur d’université, ce qui lui cause des problèmes financiers. C’est G.H. Bolsover qui est nommé à la place de directeur de la School of Slavonic and East European Studies au lieu de Carr : il est considéré comme un universitaire moins brillant mais « plus sûr ». Zbigniew Brzezinski, conseiller politique au Département d'État américain de 1966 à 1968, puis assistant de la Maison-Blanche pour la sécurité nationale de 1977 à 1981, soucieux d’« endiguer » et de combattre l’influence que pouvait avoir l’URSS en Occident, déclare que les universitaires « les plus dangereux » en Grande-Bretagne sont Edward Carr, Isaac Deutscher et Rudolf Schlesinger. 

## Recherches
Il publie une étude en 1939 qui est restée un classique dans l’étude des relations internationales de l’entre-deux-guerres. Il est un des penseurs, avec Hans Morgenthau, Raymond Aron et Henry Kissinger, du courant du réalisme en relations internationales. Adversaire féroce de l'approche empiriste de l'histoire, il s’est aussi beaucoup intéressé à l’histoire intellectuelle des dix-neuvième et vingtième siècles et à l’histoire diplomatique et à la philosophie de l’histoire. 
Carr exerce un grand poids sur la soviétologie d'après-guerre. La plupart de sa carrière d’historien est consacrée aux 14 volumes de son History of Soviet Russia, qui couvrent les douze premières années de l'URSS et sur lesquels il travaille de 1944 à 1977. La fondation Rockefeller accorde des financements à Carr pour qu’il puisse travailler sur les archives de Trotsky à l'université Harvard. L'historien Deutscher a une influence considérable sur Carr durant la période où celui-ci rédige les premiers volumes de son History of Soviet Russia.
D’après Carr, c’est à la fois la société et l’État soviétique qui a entraîné le phénomène du stalinisme. Il accorde peu d’importance au rôle des individus dans l’histoire et estime qu’ils sont avant tout le fruit de leur temps et du lieu dans lequel ils vivent. En 1949, Carr apporte cette analyse iconoclaste, en précurseur des historiens dits « révisionnistes » : « Staline... ne pourrait pas avoir exécuté sa tâche colossale s’il n’avait pas pu s’appuyer sur un large soutien populaire ». Dans son histoire de la révolution bolchévique, Carr se détache d’une histoire événementielle pour dresser le tableau de l’ordre politique, économique et social en émergence. Selon lui, le pouvoir bolchevique a été confronté à d’importants obstacles dans sa marche vers le socialisme. Il a été handicapé par l’absence de traditions démocratiques, un système industriel faiblement développé et un environnement international hostile. La mise en place d’un État fort et autoritaire pour faire face à l’arriération russe est donc la condition de la survie du régime soviétique.
Les interprétations historiques de Carr sont très controversées. Il existe d’importantes tensions et une hostilité réciproque entre Carr et d’autres historiens, comme Isaiah Berlin, Leonard Schapiro ou Robert Conquest, défenseurs de la tradition de pensée libérale. Les membres de ce courant de pensée stigmatisent les partis pris politiques de Carr, estimant par exemple que, dans les premiers volumes de son History of Soviet Russia, il adopte systématiquement le point de vue de Lénine. D’après Robert Conquest, Carr se prononce fortement en faveur de Staline dans sa présentation des principaux dirigeants soviétiques des années 1920. Il aurait exprimé une opinion très négative sur Boukharine, présenté, dans une phraséologie typiquement stalinienne, comme « objectivement contre-révolutionnaire ». Il est néanmoins notable que même les plus grands détracteurs de Carr, comme le soviétologue américain Bertram Wolfe, partisan de la théorie du totalitarisme, admiraient l’ampleur et la qualité de ses recherches.
Pour sa part, Schlesinger félicite Carr pour sa présentation des luttes politiques après la mort de Lénine car son travail dépasse la querelle entre Trotsky et Staline, à propos de laquelle l’historiographie occidentale a l’habitude de se déchirer.